# Embia savignyi
Embia savignyi is een insectensoort uit de familie Embiidae, die tot de orde webspinners (Embioptera) behoort. De soort komt voor in Afrika, op Kreta en in Italië..
Embia savignyi is voor het eerst wetenschappelijk beschreven door Westwood in 1837.